# Billy-le-Grand
Billy-le-Grand és un municipi francès, situat al departament del Marne i a la regió del Gran Est. L'any 2007 tenia 98 habitants.

## Demografia

### Població
El 2007 la població de fet de Billy-le-Grand era de 98 persones. Hi havia 36 famílies, de les quals 16 eren parelles sense fills i 20 parelles amb fills.
La població ha evolucionat segons el següent gràfic:
Habitants censats

### Habitatges
El 2007 hi havia 46 habitatges, 38 eren l'habitatge principal de la família i 8 estaven desocupats. Tots els 46 habitatges eren cases. Dels 38 habitatges principals, 32 estaven ocupats pels seus propietaris i 6 estaven llogats i ocupats pels llogaters; 4 tenien quatre cambres i 34 en tenien cinc o més. 35 habitatges disposaven pel capbaix d'una plaça de pàrquing. A 11 habitatges hi havia un automòbil i a 27 n'hi havia dos o més.

### Piràmide de població
La piràmide de població per edats i sexe el 2009 era:
| Homes | Edats   | Dones |
| ----- | ------- | ----- |
| 0     | 95 o +  | 0     |
| 0     | 90 a 94 | 0     |
| 0     | 85 a 89 | 0     |
| 0     | 80 a 84 | 0     |
| 4     | 75 a 79 | 0     |
| 4     | 70 a 74 | 8     |
| 0     | 65 a 69 | 0     |
| 0     | 60 a 64 | 0     |
| 0     | 55 a 59 | 0     |
| 4     | 50 a 54 | 0     |
| 0     | 45 a 49 | 4     |
| 4     | 40 a 44 | 4     |
| 16    | 35 a 39 | 8     |
| 0     | 30 a 34 | 8     |
| 0     | 25 a 29 | 0     |
| 4     | 20 a 24 | 0     |
| 4     | 15 a 19 | 4     |
| 0     | 10 a 14 | 8     |
| 8     | 5 a 9   | 4     |
| 0     | 0 a 4   | 4     |

## Economia
El 2007 la població en edat de treballar era de 72 persones, 63 eren actives i 9 eren inactives. De les 63 persones actives 59 estaven ocupades (30 homes i 29 dones) i 4 estaven aturades (2 homes i 2 dones). De les 9 persones inactives 4 estaven jubilades i 5 estaven estudiant.
Activitats econòmiques
Dels 5 establiments que hi havia el 2007, 1 era d'una empresa de fabricació d'altres productes industrials, 1 d'una empresa de construcció, 2 d'empreses de comerç i reparació d'automòbils i 1 d'una empresa immobiliària.
L'únic servei als particulars que hi havia el 2009 era un guixaire pintor.
L'any 2000 a Billy-le-Grand hi havia 15 explotacions agrícoles que ocupaven un total de 990 hectàrees.

## Poblacions més properes
El següent diagrama mostra les poblacions més properes.